# Church Lawford
Church Lawford is een civil parish in het bestuurlijke gebied Rugby, in het Engelse graafschap Warwickshire.